# Der größere Teil der Welt
Der größere Teil der Welt (Originaltitel: A Visit from the Goon Squad) ist ein 2010 erstmals veröffentlichter Roman der US-amerikanischen Autorin Jennifer Egan. Der Roman, der mit herkömmlichem Erzählstil bricht, gewann 2010 den National Book Critics Circle Award und den Los Angeles Times Book Prize und wurde 2011 außerdem mit dem Pulitzer-Preis ausgezeichnet. 2015 wurde dieser Roman von der BBC-Auswahl der besten 20 Romane von 2000 bis 2014 zu einem der bedeutendsten Werke des frühen 21. Jahrhunderts gewählt.
Jennifer Egan nannte als wesentliche Inspirationsquelle für ihren Roman Marcel Prousts Auf der Suche nach der verlorenen Zeit und die TV-Serie Die Sopranos.

## Inhalt
Der Roman besteht aus 13 Kapiteln, die in nicht-chronologischer Reihenfolge einen Zeitraum von der Hippie-Ära über die Punk- und New-Wave-Jahre bis ins Internetzeitalter ansprechen. Handlungsorte sind unter anderem New York, San Francisco, Neapel und ein Nationalpark in Kenia. Die einzelnen Kapitel werden aus unterschiedlichen Perspektiven erzählt; einen durchgängigen Handlungsstrang gibt es nicht. Zu den stilistisch ungewöhnlichsten Kapiteln zählt das vorletzte, in dem die junge Alison Blake Tagebuch in Form von Powerpoint-Folien führt und dabei unter anderem die akribische Analyse ihres Bruders zu Pausen in Rocksongs dokumentiert.
Die einzelnen Kapitel sind über Protagonisten und Themen miteinander verknüpft. Wiederkehrende Motive sind Reue über einstmals getroffene Entscheidungen und der Wunsch, an alte Erfolge anzuknüpfen. Zu den Hauptfiguren zählen Bennie Salazar, dessen wechselhafte Karriere vom Bassisten der Band „Flaming Dildos“ bis zum Plattenproduzenten reicht, und seine zeitweilige kleptomanische Assistentin Sasha, die dem Musikgeschäft irgendwann den Rücken kehrt, um ein bürgerliches Leben als Mutter und Frau eines Arztes zu führen. Sie stellen Verbindungspunkte zu einer Reihe anderer Protagonisten dar: Lou, ein Kokain-schnupfender Musikproduzent der 1970er Jahre mit einer Schwäche für Teenager, wird zum Mentor des jungen Bennie, der als Musikproduzent die junge Sasha als Assistentin anheuert, die eine kurze Liebesbeziehung mit Alex hat, der wiederum später von Bennie angeheuert wird, um seinem obdachlos gewordenen Schulfreund Scott zu einem Comeback als Musiker zu verhelfen. Bennies Frau wiederum arbeitet für die Public-Relation-Managerin Dolly, deren Tochter Lulu eines Tages mit Alex zusammenarbeiten wird. Bennies Schwager ist Journalist, der für die versuchte Vergewaltigung der Schauspielerin Kitty Jackson verhaftet wird. Diese wiederum wird auf dem Tiefpunkt ihrer eigenen Karriere von Dolly angeheuert, um einen lateinamerikanischen Diktator öffentlich zu rehabilitieren.

## Rezensionen
Susanne Mayer bezeichnet in ihrer Rezension für Die Zeit Jennifer Egan als eine Virtuosin, die mit Leichtigkeit Szene um Szene entwirft und dabei in fabelhafter Fülle ihre Figuren durcheinanderwirbelt. Es sei ein „fulminantes Lesevergnügen“, in der jede Story ihren eigenen Protagonisten habe und ein Orbit durchstreift werde, dass vom grasgeschwängerten Hippiedunst von L.A. zu den Beziehungsdramen einer Patchworkfamilie auf Safari in Afrika führe. Ebenfalls positiv äußert sich Werner Theurich in seiner Kritik für Spiegel Online: Jennifer Egan sei eine rasend effiziente Literatin in bester anglo-amerikanischer Tradition der Wellmade Novel. Ihre Figuren würden in kürzester Zeit plastisch vor dem inneren Auge des Lesers erscheinen, und ihre Handlungen und Gedanken entstünden umweglos dank sprachlich effizienter Mittel, die nie das Geschehen überstrahlen. Auch Sarah Churchwell zeigt sich in ihrer Besprechung für die britische Zeitschrift The Guardian von dem Roman sehr angetan. Mit jedem Kapitel wechsele die Stimmung des Romanes, die von Melodrama bis zur Satire und Farce reiche. Sie findet in einzelnen Kapiteln Reminiszenzen an die Fußnotenfreude eines David Foster Wallace und die Sprachkunst eines Vladimir Nabokov.
Ron Charles befürchtet in seiner Kritik für die Washington Post, dass Leser sich durch den Formenreichtum dieses Romans abschrecken lassen könnten – dies würde jedoch zu Unrecht geschehen. Jennifer Egan würde all die technischen Tricks und Formen des postmodernen Romans nutzen, um eine zutiefst menschliche Geschichte über das Heranwachsen und Altwerden in einer Gesellschaft zu erzählen, die von Technologie und Marketing immer mehr verdreht würde. Als einzigen Kritikpunkt bemängelt er, dass dieser Roman nicht von einer Musik-CD begleitet sei, die einen Eindruck von dem im Roman auftauchenden und kommentierten Musikstile wiedergäbe.

## Veröffentlichungen
- A Visit from the Goon Squad, 2010
  - Der größere Teil der Welt, dt. von Heide Zeltmann; Schöffling, Frankfurt am Main 2012, ISBN 978-3-89561-224-4

## Einzelbelege
1. 1 2 3  Buchrezension in der britischen Zeitung The Guardian vom 13. März 2011, aufgerufen am 20. Mai 2015
2. ↑  Soundcheck Brooklyn – Besprechung für Die Zeit vom 5. Februar 2012, aufgerufen am 19. Mai 2015
3. ↑  Jennifer Egans "Der größere Teil der Welt": Prügel für die späten Hippies – Rezension auf Spiegel Online vom 16. März 2012, aufgerufen am 19. Mai 2015
4. ↑  Kritik in der Washington Post vom 16. Juni 2010, aufgerufen am 23. Mai 2015